# Maudie Dunham

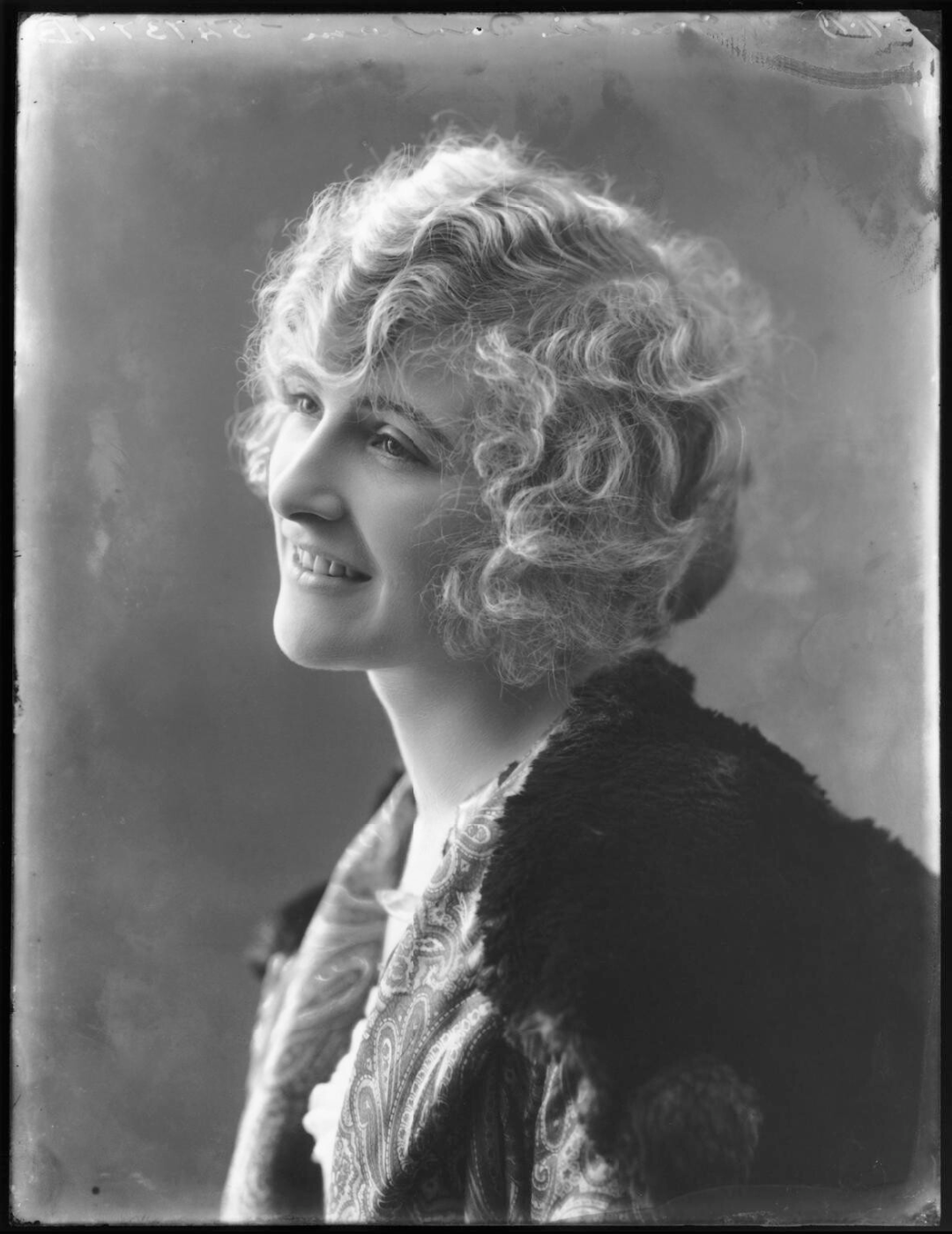

Maudie Dunham (1902 – 3 de dezembro de 1982) foi uma atriz britânica da era do cinema mudo.

## Filmografia selecionada
- The Beetle (1919)
- The Winning Goal (1920)
- The Ugly Duckling (1920)
- Love in the Wilderness (1920)
- The Night Riders (1920)
- A Temporary Gentleman (1920)
- All the Winners (1920)
- The Magistrate (1921)
- Mr. Pim Passes By (1921)
- Sinister Street (1922)
- What Money Can Buy (1928)